# Бассет, Ричард
Ричард Бассет (англ. Richard Basset; ум. не позднее 1144) — юстициарий короля Генриха I Боклерка в 1129—1135 годах, шериф в Бедфордшире, Бакингемшире, Кембриджшире, Хантингдоншире, Эссексе, Хартфордшире, Лестершире, Нортгемптоншире, Норфолке, Саффолке и Суррее в 1129—1130, сын юстициария Ральфа Бассета.
Как и отец, Ричард находился на службе у короля Генриха I, верша королевское правосудие в английских графствах, причём как и у его отца судебные функции не ограничивались отдельными графствами. В 1129—1130 году Ричард совместно с Обри де Вером исполнял обязанности шерифов не менее чем в 11 графствах, добиваясь увеличения поступления доходов в королевскую казну. Благодаря удачному браку ему удалось расширить свои владения. По сообщению Ордерика Виталия для демонстрации высокого статуса и богатства Ричард построил каменный замок Монтрёй-о-Ульм в родовых владениях в Нормандии. После смерти Генриха I утратил своё положение.

## Происхождение
Ричард происходил из англонормандского рода Бассетов. Его отец, Ральф Бассет, происходил  из не очень знатного рода Нормандии. Он возвысился после того как королём Англии стал Генрих I Боклерк. В период между 1110 и 1127 годами Бассет был одним из самых значительных судей Генриха I. Хронист Генрих Хантингдонский называет его «юстициарием всей Англии», что указывает на географический охват его власти, чем он отличался от тех юстициариев, которые действовали от имени короля только в определённой области. В обязанности королевского юстициария входило посещение разных мест, чтобы вершить королевское правосудие. За свою службу Ральф получил от короля ряд маноров, хотя большинство, вероятно, он содержал в качестве арендатора. Он умер между 1127 и 1130 годами. Имя его жены не сохранилось, известно только то, что оно начиналось с буквы «А». Она умерла не ранее 1120 года. От этого брака родилось минимум четверо сыновей: Ричард, Николас и Турстан, а также Ральф, который стал священнослужителем.
В то же время упоминается ещё несколько представителей рода Бассетов, которые, возможно, были его близкими родственниками: Уильям Бассет, аббат бенедиктинского монастыря Святого Бенета — он предоставлял Ричарду Бассету земли за арендную плату в 10 фунтов в год; Роберт Бассет, который засвидетельствовал 9 хартий Ранульфа де Жернона, 4-го графа Честера.

## Ранние годы
Точный год рождения Ричарда не известен. Впервые его имя появляется в королевских документах, в которых подтверждается урегулирование его брака с Матильдой, дочерью юстициария Джеффри Риделя (I), который утонул в 1120 году во время крушения Белого корабля.
Брак между Ричардом и Матильдой был заключён между 1120 и 1123 годами. По его условиям после гибели родителей невесты Ричард получил опеку над владениями Риделей и их детьми. Наследник Риделя Роберт должен был находиться под опекой Бассета, пока не станет рыцарем и не женится на племяннице опекуна. Приданное Матильды включало 4 рыцарских фьефа. Кроме того, Ричард получал право устроить браки сестёр Матильды, а если Роберт Ридель умрёт бездетным, то его владения должны были отойти Бассету. Больше имя Роберта не упоминается, вскоре после заключения брачного контракта его наследственные земли оказались во владении Ричарда. В числе унаследованных им владений была феодальная барония Великий Уэлдон в Нортгемптоншире.

## Земельные владения
После смерти отца Ричард унаследовал его владения в Нормандии, располагавшиеся недалеко вокруг Монтрёй-о-Ульм в современном французском департаменте Орн, а также часть английских владений в Колстон Бассете, Кингстон Уинслоу и Питинг Парва в Лестершире. Однако большая часть английских владений отца Ричарду не досталась. Известно, что братья Ричарда, Николас и Турстан, владели землями в Уоллингфорде, часть из которых, вероятно, унаследовали от отца. Кроме того, некоторые владения были завещаны церкви.
Владения Ричарда не составляли единого земельного комплекса, будучи разбросаны по 11 графствам. В 1135 году размер его земель составлял 184,25 запашек, которые могли содержать 15 рыцарей. Кроме доставшихся ему от отца владений Бассет по праву жены унаследовал земли в Лестершире, которые согласно «Книге Страшного суда» в 1186 году принадлежали Роберту де Буси, однако не ясно, каким образом они были получены Риделями. Также известно, что в Лестершире Ричард владел землями, полученными от Давида I Шотландского и Роберта де Бомона, графа Лестера.
Известно, что Бассет построил каменный замок Монтрёй-о-Ульм в своих родовых владениях в Нормандии. По сообщению Ордерика Виталия сделал он это для демонстрации своего высокого статуса и богатства. Позже замок был передан Гильому де Монпинсону, который в 1136 году оборонял его от анжуйцев. Также в 1120-е годы Ричард вместе с женой основал монастырь Лонд в Лестершире.

## Юстициарий Генриха I
Как и его отец, Ричард на королевской службе выполнял обязанности юстициария. В 1125 году он вместе с коллегой был отправлен в аббатство Петерборо, где умер настоятель. Пока эта должность была вакантной, в обязанности Бассета вменялось следить, чтобы доходы от аббатства шли в королевскую казну. В королевском указе, изданном 1126 или 1127 году, он указан в качестве единственного свидетеля. До 1129 года Бассет также вершил королевское правосудие в Хартфордшире, Норфолке и Саффолке.
В 1129—1130 годах Бассет оказался одной из ключевых фигур в королевской администрации Генриха I, поскольку он, вместе с Обри де Вером, совместно исполнял обязанности шерифов не менее чем в 11 графствах: Бедфордшире, Бакингемшире, Кембриджшире, Хантингдоншире, Эссексе, Хартфордшире, Лестере, Нортгемптоншире, Норфолке, Саффолке и Суррее. Согласно казначейскому свитку 1130 года, оба шерифа обладали особыми полномочиями, выплачивая в казну большую сумму сверх обычных доходов от сборов в графствах. Это назначение состоялось после проведённой годом ранее проверки казначейства, его задачей, очевидно, было повышение королевских доходов от шерифов. В это же время Бассет исполнял и обязанности юстициария, верша королевское правосудие в Сассексе, Лестершире, Саффолке и Линкольншире, на основании чего исследователи делают вывод о том, что судебные функции Ричарда как и у его отца не ограничивались отдельными графствами. Он был одним из нескольких юстициариев, чьи посещения графств упоминаются в казначейском свитке 1130 года.
Судя по количеству документов Генриха I, которые Бассет засвидетельствовал в 1131—1133 годах, он в это время часто бывал при английском дворе. В частности, он присутствовал на советах, состоявшихся в Нортгемптоне в 1131 году и Вестминстере в 1132 году.

## Последние годы и наследство
В 1133 году король Генрих I отправился в Нормандию, где и умер в 1135 году. В этом же году Бассет в последний раз засвидетельствовал королевскую хартию. Нет никаких свидетельств, что во время правления Стефана Блуасского Бассет выполнял обязанности юстициария или шерифа. Его имя присутствует только на одной хартии Стефана, подлинность которой находится под сомнением.
Вероятно Ричард умер в 1144 году или немного раньше, поскольку в этом году императрица Матильда передала его земли, включая Великого Уэлдона в Нортгемптоншире, одному из сыновей — Джеффри Риделю, названному так в честь деда. Из двух других сыновей Ральф получил Дрейтон Бассет в Стаффордшире, а Уильям — Сапкот в Лестершире. Уильям, как и его отец, позже был юстициарием и шерифом.
Сохранилась печать Бассета, на которой изображён рыцарь в полном вооружении, поражающего монстра с фигурой во рту. Вероятно таким образом Ричард представлялся как сторонник правосудия.

## Брак и дети
Жена: с ок. 1120/1123 Матильда, дочь юстициария Джеффри Риделя (I) и Гевы. Дети:
- Ральф Бассет (II) (ум. 1160), владелец Дрейтон Бассета[англ.] в Стаффордшире, родоначальник ветви Бассетов из Дрейтона[6][18];
- Джеффри Ридель (II) (ум. 1180), владелец Великого Уэлдона[англ.] в Нортгемптоншире; его сын Ричард Бассет (ум. 1217) был родоначальником ветви Бассетов из Уэлдона[6][18];
- Уильям Бассет (ум. ок. 1185), владелец Сапкота[англ.] в Лестершире, родоначальник ветви Бассетов из Сапкота[6][18];
- Сибилла Бассет (до 1135 — после 1185); муж: Роберт (II) де Каус[6][18];
- Матильда Бассет; муж: Джон де Статвиль (ум. после 1160)[6][18].